# Президентские выборы в Южной Осетии (2017)
Президентские выборы в Южной Осетии (2017) — президентские выборы, которые прошли в Южной Осетии 9 апреля 2017 года совместно с референдумом.

## История
18 января 2017 года парламент страны одобрил проведение очередных президентских выборов.
В марте 2017 года Центральная избирательная комиссия Южной Осетии отказалась регистрировать бывшего главу республики Эдуарда Кокойты в качестве кандидата на выборах президента, так как он не смог подтвердить постоянное проживание в Южной Осетии на протяжении 10 лет.
По данным ЦИК, в республике были зарегистрированы 32,736 тысячи избирателей. При явке 69,95 % избирателей (на 16:00) выборы признаны состоявшимися.
Выборы прошли на 72 избирательных участках внутри республики и 5 участках вне страны (в посольствах в Москве и Сухуме, в консульстве во Владикавказе и ещё одном — в Пригородном районе Северной Осетии).
Генпрокурор республики Урузмаг Джагаев признал, что имевшие место незначительные нарушения не повлияли на исход выборов.
За выборами следили около 80 зарубежных наблюдателей, в том числе от Госдумы, Совета Федерации и ЦИК России, от Абхазии, непризнанных Нагорно-Карабахской и Приднестровской Молдавской республик, а также самопровозглашенных Донецкой и Луганской народных республик.

## Реакция
Государственный департамент США осудил проведение президентских выборов и референдума: 

«Незаконные выборы и референдум будут проведены на грузинской территории без согласия правительства Грузии. Соединенные Штаты полностью поддерживают территориальную целостность Грузии и её суверенитет в пределах её международно признанных границ. Наша позиция по Абхазии и Южной Осетии — ясна и постоянна. Эти регионы — составные части Грузии»— Государственный департамент США

## Результаты
| Анатолий Бибилов         | «Единая Осетия»          | 17 736 | 54,80 |
| Леонид Тибилов           | беспартийный             | 10 909 | 33,71 |
| Алан Гаглоев             | беспартийный             | 3 291  | 10,17 |
| Против всех              | Против всех              | 429    | 1,3   |
| Недействительные голоса  | Недействительные голоса  | 1 447  | –     |
| Всего                    | Всего                    | 33 812 | 100   |
| Число избирателей и явка | Число избирателей и явка | 42 459 | 79,63 |
| Источник: ЦИК            |                          |        |       |